# Gillian Gowers
Gillian Carol Gowers (Horfield, 9 de abril de 1964) es una deportista británica que compitió en bádminton para Inglaterra en las modalidades de dobles y dobles mixto.
Ganó una medalla de bronce en el Campeonato Mundial de Bádminton de 1985 y cinco medallas en el Campeonato Europeo de Bádminton entre los años 1986 y 1992.

## Palmarés internacional
| Representando a Inglaterra |                       |                   |              |
| Campeonato Mundial         |                       |                   |              |
| Año                        | Lugar                 | Medalla           | Prueba       |
| 1985                       | Calgary (Canadá)      | Medalla de bronce | Dobles mixto |
| Campeonato Europeo         |                       |                   |              |
| Año                        | Lugar                 | Medalla           | Prueba       |
| 1986                       | Uppsala (Suecia)      | Medalla de oro    | Dobles       |
| 1986                       | Uppsala (Suecia)      | Medalla de plata  | Dobles mixto |
| 1990                       | Moscú (URSS)          | Medalla de bronce | Dobles       |
| 1990                       | Moscú (URSS)          | Medalla de bronce | Dobles mixto |
| 1992                       | Glasgow (Reino Unido) | Medalla de bronce | Dobles       |